# Campyloneurus resolutus
Campyloneurus resolutus är en stekelart som först beskrevs av Cameron 1909.  Campyloneurus resolutus ingår i släktet Campyloneurus och familjen bracksteklar. Inga underarter finns listade.